# Brezakovec
Brezakovec falu Horvátországban Krapina-Zagorje megyében. Közigazgatásilag Zagorska Selához tartozik.

## Fekvése
Krapinától 18 km-re délnyugatra, községközpontjától 2 km-re északkeletre, a Horvát Zagorje északnyugati részén, a szlovén határ közelében fekszik.

## Története
A településnek 1857-ben 335, 1910-ben 419 lakosa volt. Trianonig Varasd vármegye Klanjeci járásához tartozott. A településnek 2001-ben 86 lakosa volt.

## Külső hivatkozások
- Zagorska Sela község hivatalos oldala
- A zagorska selai plébánia honlapja